# Актюбинский фронт
Актюбинский фронт (с 28 мая 1919 года — Северный, с 1 июля — Северо-Восточный) — местный фронт Туркестанской республики, во время Гражданской войны. Образован 24 апреля 1919 года решением РВС Туркестанской республики для ведения боевых действий против наступавших со стороны Актюбинска белоказачьих войск.

## Состав
В состав фронта вошли бывшие войска Совета обороны Актюбинского района (до бригады) и формирования из Ташкента, Актюбинска, станций — Эмба, Челкар, Аральское море; Казалинска.

## Боевые действия
Боевые действия войск Актюбинского фронта вначале носили характер «эшелонной войны». В конце апреля 1919 года войска занимали оборону в районе станций Кандагач и Джурун. В начале мая под натиском противника войска Актюбинского фронта отошли и закрепились возле станции Кудук, а к концу месяца отразили наступление противника. 23 июня войска Актюбинского фронта, под командованием Г. А. Колузаева, без надлежащей подготовки перешли в наступление, но потерпели поражение и отступили к станции Челкар. В июле войска большевиков вели бои в районе Кара-Чокат, Соленая, Челкар, а в конце июля в районе станции Аральское море с передовым заслоном у станицы Конту, после чего положение фронта нормализовалось, войска были переведены из эшелонов и заняли хорошо укрепленные позиции. Актюбинский фронт поддерживала Аральская военная флотилия. В августе были отбиты атаки противника на станциях Саксаульская и Аральское море. В конце августа фронт получил задачу наступать вдоль Ташкентской железной дороги. Преодолевая сопротивление частей белогвардейской Южной армии генерала Белова, которую теснили с севера войска 1-й армии Туркестанского фронта, войска Северо-Восточного фронта перешли в наступление, 11 сентября захватили Челкар, а 13 сентября у станции Мугоджарская соединились с войсками 1-й армии. 3 октября 1919 года Северо-Восточный фронт был упразднен, а основная масса его войск влилась в состав 1-й армии.

## Командный состав
Председатели РВС
- Ф. Г. Кравченко (27 апреля — 24 июня 1919 года)
- И. Г. Брегадзе (4 июля — 3 октября 1919 года)

Командующие
- Н. Ф. Селиверстов (25 апреля — 8 мая 1919 года)
- М. М. Краснощеков (8 — 27 мая 1919 года)
- Г. А. Колузаев (27 мая — 24 июня 1919 года)
- временно исполняющий должность Д. Е. Коновалов (19 августа — 8 сентября 1919 года)

Члены РВС
- А. Ф. Сдвиженский (27 апреля — 27 мая 1919 года)
- Коваль (27 мая — 24 июня 1919 года)
- И. Ф. Казарин (4 июля — 3 октября 1919 года)
- Д. Френ (29 августа — 22 сентября 1919 года)
- Михеев (18 — 27 мая 1919 года)

Начальники штаба
- В. И. Шпрайцер (27 апреля — 1 июля 1919 года)
- А. Жилин (2 июля — 18 августа 1919 года)
- С. Добрецов (18 — 31 августа 1919 года)
- К. Степанов (31 августа — 3 октября 1919 года)